# Hamdi Dahmani
Hamdi Dahmani (* 16. November 1987 in Köln) ist ein deutsch-tunesischer Fußballspieler.

## Karriere
In seiner Jugend spielte Dahmani für Alemannia Aachen und Bayer 04 Leverkusen. Nach den Stationen Düren und Troisdorf wechselte er im Sommer 2008 erstmals zu Fortuna Köln. In der viertklassigen Regionalliga West kam er auf vier Spielzeiten. Von Juli bis September 2012 war er vereinslos. Daraufhin verpflichtete ihn der Stadtrivale und Ligakonkurrent FC Viktoria Köln. Nach nur einer Spielzeit trennten sich die Wege wieder.
Bis Januar 2014 war er erneut vereinslos, ehe er an seine alte Wirkungsstätte zurückkehrte. Am Ende der Saison 2013/14 gelang ihm mit der Fortuna der Aufstieg in die  3. Fußball-Liga. Sein Debüt in der 3. Liga gab er am 27. Juli 2014, dem 1. Spieltag; bei der 1:2-Niederlage gegen die SG Sonnenhof Großaspach stand er über die volle Distanz auf dem Platz. Mit Stand April 2019 steht Dahmani mit 322 Pflichtspieleinsätzen auf Rang 4 der vereinsinternen Rekordspielerliste.
Bei Fortuna Köln blieb Dahmani bis zum Sommer 2019. Im Juni 2019 gab Ligakonkurrent Rot-Weiss Essen die Verpflichtung Dahmanis bekannt. Im September 2020 wechselte Dahmani aus Essen zu Alemannia Aachen. Dahmani verbrachte daraufhin 2 Spielzeiten in Aachen. Neben 67 Ligaspielen bestritt er auch 5 Partien im Mittelrheinpokal für die Alemannia. Am 1. Juni 2022 wurde bekannt, dass die Wege von Spieler und Verein sich trennen werden.
Nach einer halbjährigen Vereinslosigkeit kehrte er zur Verstärkung der U23-Mannschaft in der Mittelrheinliga Ende Januar 2023 zu Fortuna Köln zurück.

## Erfolge
- Meister der Regionalliga West und Aufstieg in die 3. Liga: 2013/2014
- Niederrheinpokal-Sieger: 2020